# Яндекс.Перекладач
Яндекс. Перекладач — заборонений в Україні вебсервіс компанії Яндекс, призначений для перекладу частини тексту, або вебсторінки на іншу мову.
У сервісі використовується самонавчальний алгоритм статистичного машинного перекладу, розробленого фахівцями компанії. Система будує свої словники відповідностей на основі аналізу мільйонів перекладених текстів. Текст для перекладу сервер спочатку порівнює з базою слів, потім з базою моделей мови, намагаючись визначити зміст виразу в контексті.
Потрібно відзначити, що функція перекладу отриманих в результатах пошуку сторінок (по кнопці «Переклад») з'явилася ще 2009 року і здійснювалася на основі технології PROMT.
З 2012 року має мобільні версія для iOS, Android та Windows Phone.
Перекладач вбудовано у Яндекс. Браузер, тож він автоматично пропонує перекласти текст, написаний іноземною мовою.
Від вересня 2017 року Яндекс.Перекладач почав перехід на нейромережі для більш якісного перекладу.

## Можливості
Одразу після запуску перекладача в режимі бета-тестування навесні 2011 року були доступні лише три мови — українська, російська, англійська, з обмеженням у 10 тисяч символів.
Станом на липень 2025 року доступний переклад для 95 мов: 
- азербайджанська
- албанська
- англійська
- арабська
- африкаанс
- баскська
- башкирська β
- бенгальська β
- білоруська
- болгарська
- боснійська
- в'єтнамська
- валлійська
- вірменська
- гаїтянська креольська
- галісійська
- голландська
- грецька
- грузинська
- гуджараті
- данська
- ельфійська (сіндарін) α
- естонська
- іврит
- індонезійська
- ірландська
- ісландська
- іспанська
- італійська
- каннада
- казахська
- каталонська
- киргизька β
- китайська
- корейська
- латинська
- латиська
- литовська
- македонська
- малагасійська
- малайська
- мальтійська
- монгольська β
- німецька
- норвезька
- панджабі
- перська
- польська
- португальська
- російська
- румунська
- сербська
- сингальська
- словацька
- словенська
- суахілі
- тагальська
- таджицька β
- тайська
- тамільська β
- татарська β
- турецька
- угорська
- удмуртська β
- узбецька β
- українська
- урду
- фінська
- французька
- хорватська
- хінді
- шведська
- японська β

Можливий перекладу окремих слів, цілих текстів та окремих інтернет-сторінок (за посиланням). При ручному введенні тексту система сама пропонує підказки у спливаючому вікні. Є можливість двохвіконного перегляду перекладу та оригіналу для вебсторінок. Крім власне машинного перекладу, доступний повний англо-російський та російсько-англійський словник. Є додаток для Айфону.
Напрямок перекладу визначається автоматично.
Перекладач від Яндекса, подібно іншим інструментам автоматичного перекладу, має свої обмеження. Цей інструмент має на меті допомогти читачеві зрозуміти загальний зміст тексту іноземною мовою, він не надає точних перекладів. За словами керівника сервісу, Олексія Байтіна, порівнювати машинний переклад тексту з літературним не можна. Постійно ведеться робота над якістю перекладу, розробляються переклади на інші мови.